# ミハイル・ゴルバチョフの死と葬儀
本項では、ミハイル・ゴルバチョフの死と葬儀について解説する。2022年8月30日、ソビエト連邦の第8代にして最後の最高指導者であるミハイル・ゴルバチョフが、長い闘病生活の末、ロシアのモスクワにある中央臨床病院で亡くなった。
ゴルバチョフは1988年のゲオルギー・マレンコフの死後、存命する最後のソビエト最高指導者であり、ソビエト連邦の存在中に生まれた唯一の人物だった。91歳で亡くなったゴルバチョフは、89歳で亡くなったアレクサンドル・ケレンスキーやヴァシリー・クズネツォフよりも長生きし、これまでで最も長生きしたロシアの指導者となった。
9月3日、ゴルバチョフの葬儀が執り行われ、その日のうちに埋葬された。
ゴルバチョフの死は、多くの現在および過去の世界の指導者や政治家などからの反応を引き起こした。

## 病気と死

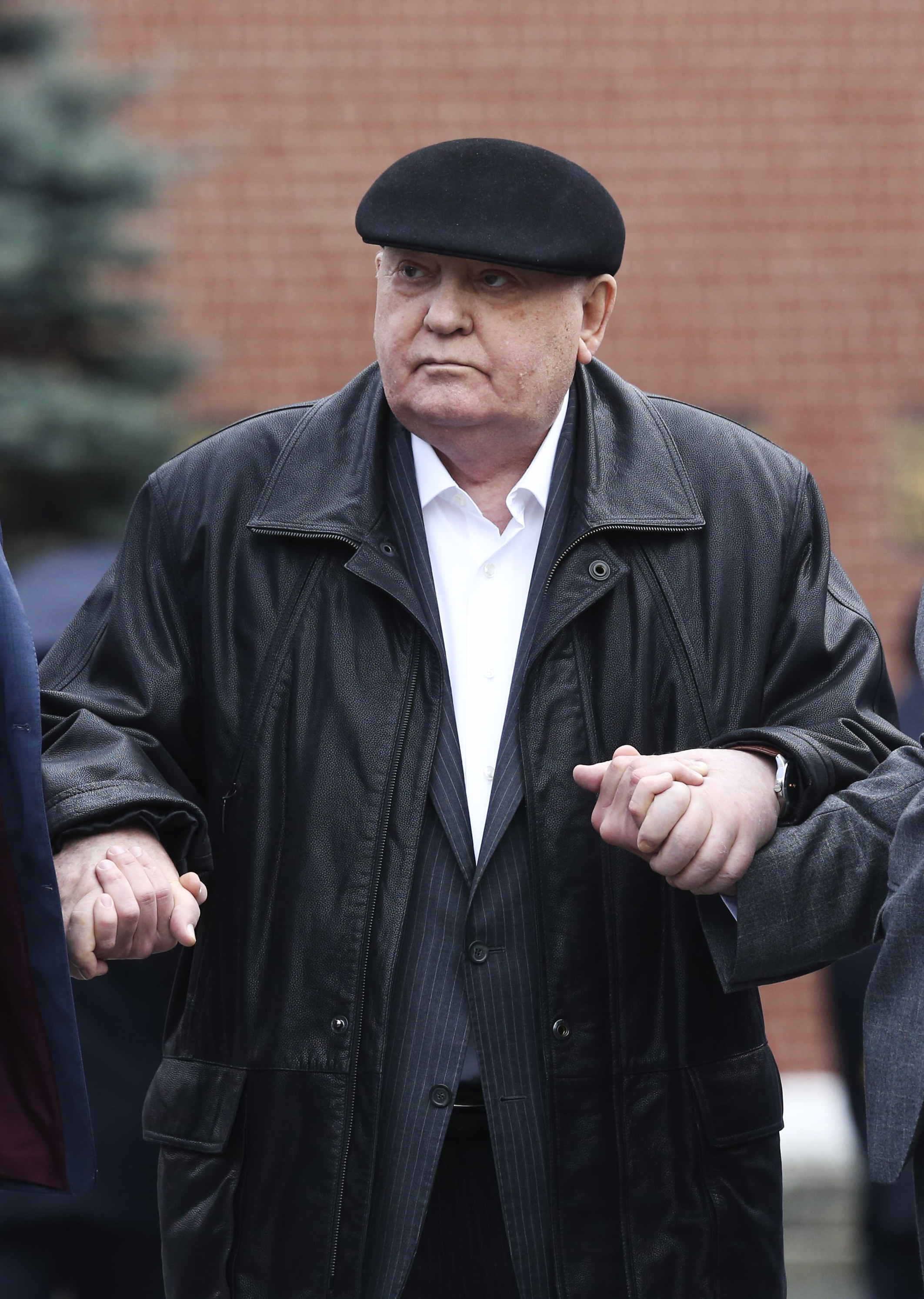
2019年の対独戦勝74周年記念軍事パレードに出席したゴルバチョフ

ゴルバチョフは重度の糖尿病を患っており、2020年の初めから医師の監視下に置かれていた。2022年7月、ゴルバチョフの状態はさらに悪化し、腎臓疾患が発生したため、血液透析のために病院に移送された。亡くなる少し前に、ゴルバチョフはさらに4回の手術を受け、体重が40キロ減少し、歩けなくなった。8月29日に別の血液透析のためにモスクワの中央臨床病院に到着した。そして、ゴルバチョフは翌日、死去した。91歳没。

## 葬儀

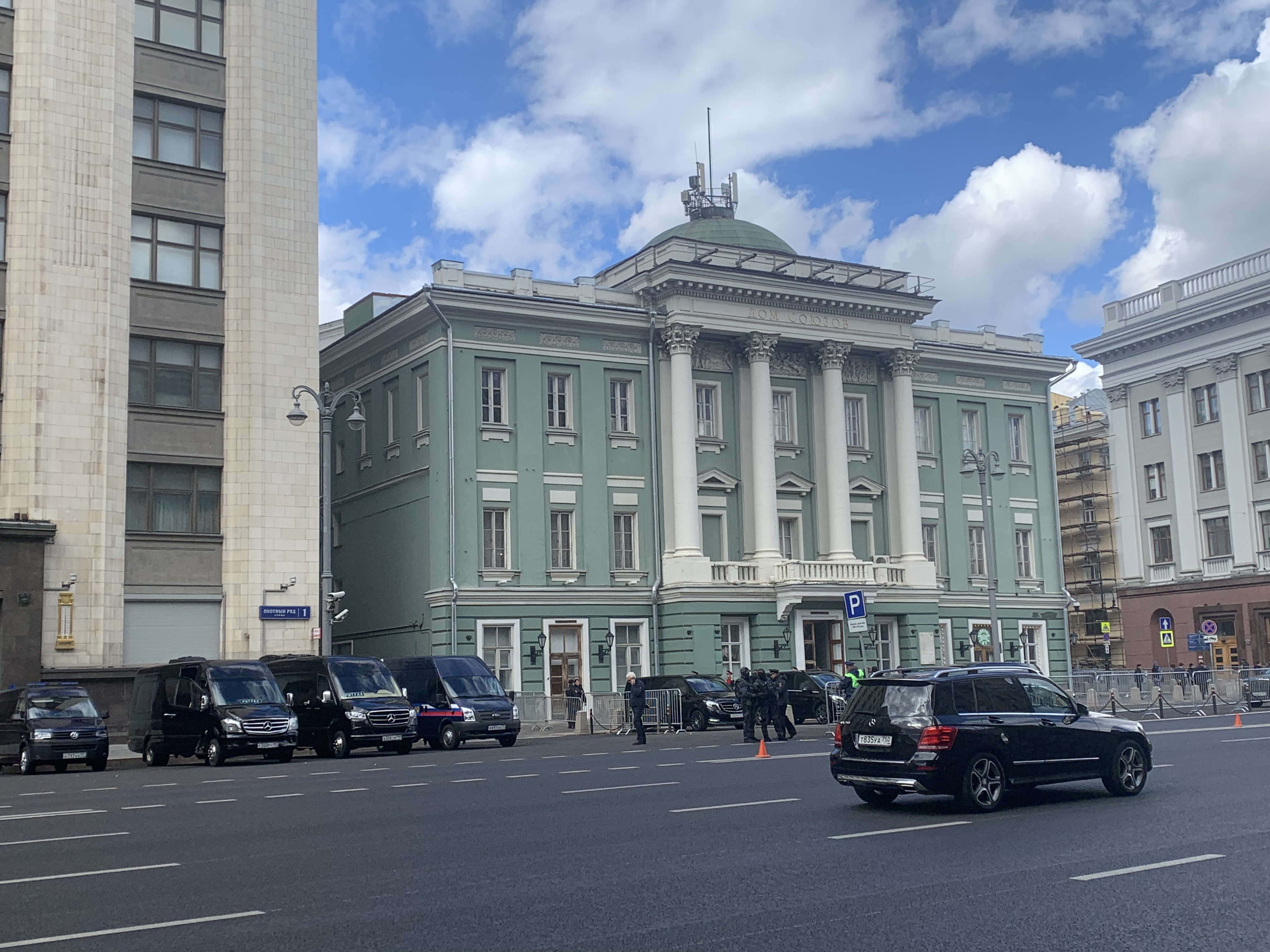
葬儀会場の労働組合会館

ゴルバチョフの遺体は9月3日に、モスクワの労働組合会館内の「円柱の間」に安置された。このホールは1953年のヨシフ・スターリンの死後、スターリンを含む高官や指導者の国葬を行うために使用されてきたが、ゴルバチョフの後継者であるボリス・エリツィンの葬儀とは異なり、ゴルバチョフの葬儀は国葬として行われることはなかった。ただし、クレムリンの報道官であるドミトリー・ペスコフは、ゴルバチョフの葬儀には儀仗兵の派遣や政府機関の部分的関与などの「国葬の要素」が与えられることになると発表した。
なお、ウラジーミル・プーチン大統領は、ゴルバチョフの葬式に出席しなかった。クレムリンの声明は、これは彼の多忙なスケジュールによるものであると主張した。
多くの人が集まった結果、ゴルバチョフの棺と納められた遺体の一般公開が2時間から4時間に延長された。多くのロシア人が、ゴルバチョフが経済的混乱を引き起こした改革（ペレストロイカ）を開始し、ソビエト連邦を崩壊させたと非難しているという報告にもかかわらず、この大規模なパブリックビューイングに参加した。国葬に似た要素があり、ゴルバチョフの棺を国旗が覆い、グースステップの警備員が空中で発砲し、小さなバンドがロシア国歌を演奏しているにもかかわらず、前述の通り、プーチン大統領はゴルバチョフに公式な国葬に出席する義務を回避し、世界の指導者を招待することもなかった。ゴルバチョフの葬儀に参列した人々の中には、家族、友人、駐ロシア外国大使 (とりわけ、アメリカ、イギリス、ドイツの大使を含む)、ハンガリーのオルバーン・ヴィクトル首相、ドミートリー・メドヴェージェフなどのロシア政府関係者が含まれていた。オルバンを除けば、他に外国の首脳は出席していなかった。葬列の主宰者は、ゴルバチョフの親友でノーベル平和賞受賞者のドミトリー・ムラトフ。
ゴルバチョフは、モスクワのノヴォデヴィチ女子修道院内の墓地で、1999年に死去した妻のライサ・ゴルバチョワの隣に埋葬された。
- ゴルバチョフに別れを告げようと長い行列ができた（2022年9月3日）
- ゴルバチョフの遺影（2022年9月3日）

## 反応

### 国内

#### 政治的反応
ロシアのウラジーミル・プーチン大統領は、ゴルバチョフの死去を受けて「心からのお悔やみ」を表明し、ゴルバチョフの家族や友人に哀悼の意を表す電報を送ると発表した。
元ロシア大統領ボリス・エリツィンの未亡人であるナイーナ・エリツィナは、「ゴルバチョフはソビエト体制を変え、ソ連を自由で平和な国家にしたいと心から望んでいた」と述べた。
国家院副議長のビタリー・ミロノフは、ゴルバチョフは「ロシアにとってヒトラーよりも悪い」と主張した。

#### その他の反応
ゴルバチョフは西側世界で追悼されたが、ロシア国内での彼の死に対する反応はあまり肯定的ではなかった。ゴルバチョフの死について報じたが、ロシアのメディアは彼の死についてほとんど何も言わなかった。ロシアのタブロイド紙コムソモリスカヤ・プラウダは、ゴルバチョフは「彼のイデオロギー的反対者にとって不可逆的に世界を変えすぎた」と述べた。。
ロシアの政党、「未来のロシア」党首の指導者アレクセイ・ナワリヌイは一連のツイートで、ゴルバチョフの家族や友人に哀悼の意を表し、ゴルバチョフの遺産は「同時代の人々よりも後世によってはるかに好意的に評価されるだろう」と述べた。
ナワリヌイの支援者であるリュボフ・ソボルも同様の意見を述べ、ソビエト連邦の解体は不可避であり、「ロシアの歴史におけるゴルバチョフの役割は今でも高く評価されるだろう」と述べた。

### 国外
ロナルド・レーガン政権時代にホワイトハウス首席補佐官を務めた、元アメリカ国務長官のジェイムズ・ベイカーは、ゴルバチョフを「彼の偉大な国を民主主義へと導いた巨人」と表現した。レーガン財団は、ゴルバチョフを追悼する声明を発表した。
国際連合事務総長のアントニオ・グテーレスは、ゴルバチョフを「歴史の流れを変えた唯一無二の政治家」と表現し、「彼は他のどの個人よりも多くのことをもたらした」と述べた。
ヨーロッパでは、欧州委員会委員長のウルズラ・フォン・デア・ライエンがゴルバチョフを「信頼され尊敬される指導者」と呼んだ。欧州議会議長ロベルタ・メツォラも同様の声明を出した。
ドイツの元首相であるアンゲラ・メルケルは、ゴルバチョフの死に関する声明の中で、ベルリンの壁の崩壊に言及した。旧東ドイツ出身のメルケルは、「世界は唯一無二の世界的指導者を失い、歴史を書いた」と語った。同様に、現在のドイツ首相オラフ・ショルツは、ゴルバチョフが鉄のカーテンを解体したことについてコメントした。
フランスのエマニュエル・マクロン大統領は、メルケルと同様、ゴルバチョフが「共通の歴史を変えた」と述べた。
オーストラリア首相のアンソニー・アルバニージーは、ゴルバチョフを「温かみ、希望、決意、そして途方もない勇気を持った人」と呼び、ポール・キーティング元首相も哀悼の意を表した。
ブルガリア大統領のルーメン・ラデフは報道官を通じてゴルバチョフの遺族に哀悼の意を表し、自由意志に対するゴルバチョフの信念がヨーロッパ統一の触媒となったと述べた。
ルーマニア大統領のクラウス・ヨハニスと元大統領イオン・イリエスクは、彼の死を受けてコメントを発表した。
カナダ首相のジャスティン・トルドーは、ゴルバチョフの在任中の業績を称賛した。ブライアン・マルロニー元首相も哀悼の意を表した。
ゴルバチョフが2009年にホワイトハウスを訪問した際に会ったアメリカ合衆国大統領のジョー・バイデンは、ゴルバチョフのグラスノスチとペレストロイカのパラダイムに注目し、ロナルド・レーガンと協力して核軍拡競争を終結させたことを称賛した。
イスラエルのアイザック・ヘルツォーク大統領は、ゴルバチョフを「勇敢で先見の明のある指導者」と表現した。
日本の内閣総理大臣である岸田文雄はゴルバチョフの死去を受けて、以下の談話を発表した。
このほか、ゴルバチョフと長く親交があった創価学会名誉会長の池田大作もSGI会長の名義で弔電を送った。
インドのナレンドラ・モディ首相も哀悼の意を表した。
中国外務省の趙立堅報道官は、ゴルバチョフ氏が「中国とソ連の関係正常化に積極的に貢献した」と遺族に哀悼の意を表した。趙の哀悼の意にもかかわらず、ゴルバチョフの死は中国でさまざまな反応を示し、中国ではゴルバチョフが中ソ関係を正常化したと信じられていたが、同時に、中国共産党がソ連の崩壊を見て、ソ連の解体をもたらしたことについて否定的に見られていた。
フィリピンのボンボン・マルコス大統領は、哀悼の意を表し、「フィリピンの人々は偉大な指導者を失ったことをロシア国民に哀悼し、彼が安らかに休むことを祈ります」と述べた。